# Radio (hueso)

Situación del radio (en rojo) en el esqueleto humano.

El radio (radius) es un hueso situado en la parte lateral o externa del antebrazo, paralelo al cúbito. Por su morfología, se trata de un hueso largo, con forma de prisma y ligeramente curvo. Su extremo superior o proximal, más redondeado, conecta con la articulación del codo y el inferior o distal, más aplanado, con la articulación de la muñeca, en el lado más próximo al pulgar.

## Cuerpo del radio (corpus radii)
Presenta una curvatura externa generalmente poco pronunciada y otra interna de concavidad mirando al cúbito, mucho más acentuada. Tiene una forma prismática triangular, constando de tres caras y tres bordes:

### Caras
- Cara anterior (facies anterior): es casi plana, ligeramente cóncava en su parte media. En ella se encuentra el agujero nutricio del radio y se inserta el músculo flexor largo del pulgar, y en su tercio inferior el pronador cuadrado.

- Cara posterior (facies posterior): redondeada en su tercio superior, está cubierta por el supinador corto. En el resto de su extensión es plana o ligeramente cóncava y en ella se insertan los músculos abductor largo del pulgar y extensor corto del pulgar.

- Cara externa (facies lateralis): convexa y redondeada en la parte superior, en ella se inserta el supinador corto. Su parte media es una superficie rugosa (tuberositas pronatoria), destinada a la inserción del pronador redondo. Su parte inferior es lisa y está en relación con los tendones de los músculos radiales externos.

### Bordes
- Borde anterior (margo anterior): parte de la tuberosidad bicipital (tuberositas radii), formando una cresta saliente que se suaviza al llegar a la altura del agujero nutricio confundiéndose con la cara externa del hueso.

- Borde posterior (margo posterior): es obtuso y difuminado, sobre todo en sus extremos.

- Borde interno (margo interosseus): es delgado, cortante, casi siempre cóncavo como el cuerpo del hueso, y presta inserción al ligamento interóseo. En su parte inferior se bifurca, delimitando en la parte correspondiente del hueso una especie de pequeña cara triangular de vértice superior que forma parte de la articulación radiocubital inferior.

## Extremo superior
En el extremo superior se observa una porción voluminosa y redondeada, llamada cabeza del radio (caput radii), con forma de cilindro. En la parte superior se presenta una depresión en forma de cúpula, llamada cavidad glenoidea del radio o fosita articular (fovea articularis capitis radii) que se corresponde con el cóndilo del húmero y rodeada por una circunferencia articular (circumferentia articularis). La cabeza del radio es sostenida por una porción estrecha del hueso, el cuello del radio (collum radii). Debajo del cuello, en la parte anterointerna del hueso se levanta una eminencia ovoidea, en la cual se inserta el tendón inferior del bíceps: la tuberosidad bicipital del radio.

## Extremo inferior
El extremo inferior o carpiano es la parte más voluminosa del hueso. Reviste en su conjunto la forma de una pirámide cuadrangular truncada y, por consiguiente, presenta seis caras: superior, inferior o carpiana, anterior, posterior, interna y posteroexterna.
- Cara superior: se confunde sin línea de demarcación claramente distinta con el cuerpo del hueso.

- Cara inferior: triangular, articular, y presenta una carilla articular carpiana que se divide en dos carillas para las articulaciones del semilunar y del escafoides(facies articularis carpalis). En la parte externa de esta superficie articular se ve una robusta apófisis llamada apófisis estiloides del radio (processus styloideus radii). Está en contacto con la piel y desciende un poco más que la apófisis estiloides del cúbito. El vértice de la apófisis estiloides del radio presta inserción al ligamento lateral externo de la articulación de la muñeca. En su base y en su borde lateral (crista suprastyloidea) se inserta el tendón del supinador largo.

- Cara anterior: plana en sentido transverso y cóncava en sentido vertical, está en relación con el músculo pronador cuadrado.

- Cara posterior: en la cara posterior se observan dos canales (sulci tendinum musculorum extensorum), uno para los tendones del extensor propio del índice y del extensor común de los dedos; y un canal externo en el que se aloja el tendón del músculo extensor largo del pulgar separados por una pequeña prominencia llanada tubérculo dorsal del radio (tuberculum dorsale radii).

- Cara posteroexterna: presenta dos canales tendinosos, interno y externo para los tendones del primer y segundo radiales externos y para los tendones de los músculos abductor largo del pulgar y extensor corto del pulgar, respectivamente.

- Cara interna: en ella se encuentra la cavidad sigmoidea del radio o escotadura cubital (incisura ulnaris), para su articulación con el cúbito.

## Inserciones musculares
El radio presta inserción a 9 músculos:
Cara anterior
- Bíceps braquial

- Supinador corto

- Flexor superficial de los dedos

- Flexor largo del pulgar

- Pronador cuadrado

Cara posterior
- Supinador corto

- Abductor largo del pulgar

- Extensor corto del pulgar

Cara externa
- Supinador corto

- Pronador redondo

Apófisis estiloides del radio
- Supinador largo o braquirorradial

## Articulaciones
- Con el húmero formando la articulación húmeroradial.[6]
- Con el cúbito formando la articulación radio-cubital superior, la articulación radio-cubital inferior y la articulación radio-cubital intermedia mediante el ligamento interóseo.
- Con los huesos del carpo (el semilunar y el escafoides) formando la articulación radio-carpiana.

## Función
- El radio sirve para la inserción de los músculos que permiten mover el brazo y facilita así la aprensión.

## Galería

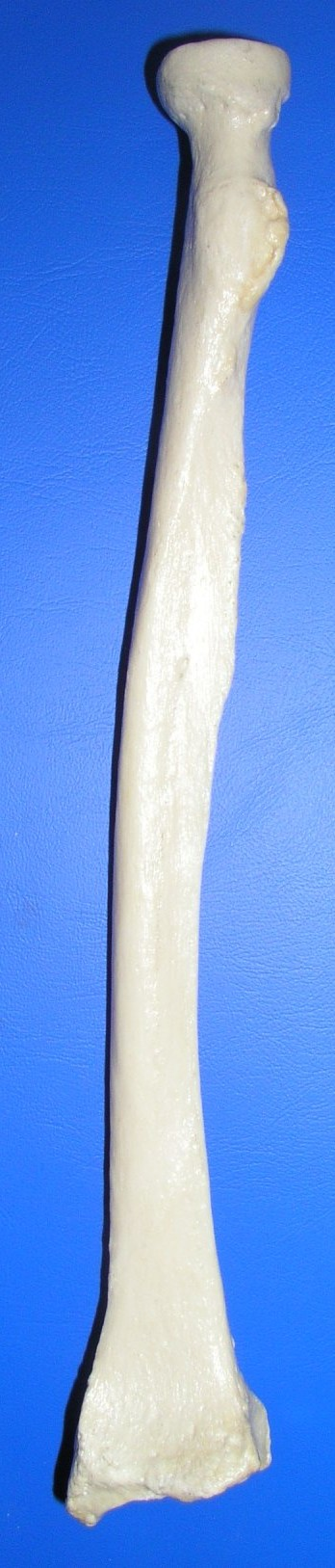
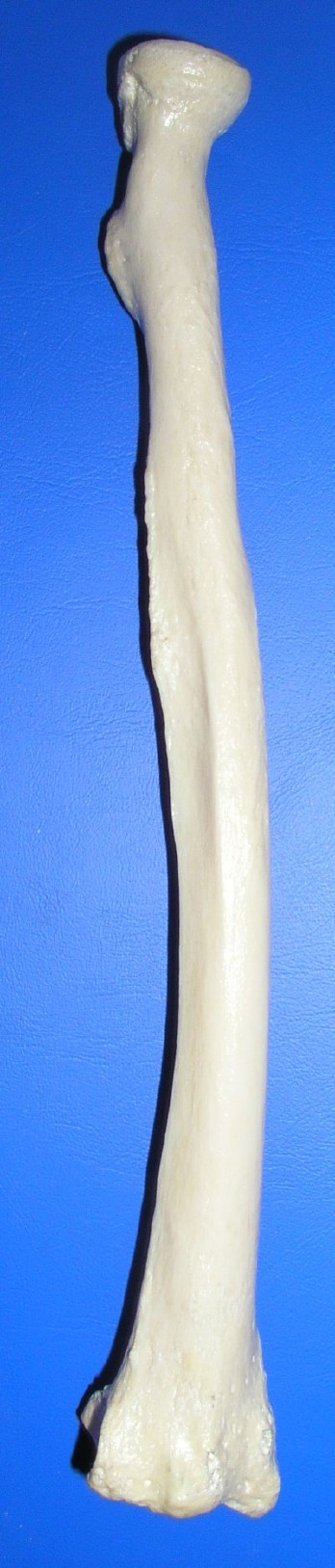
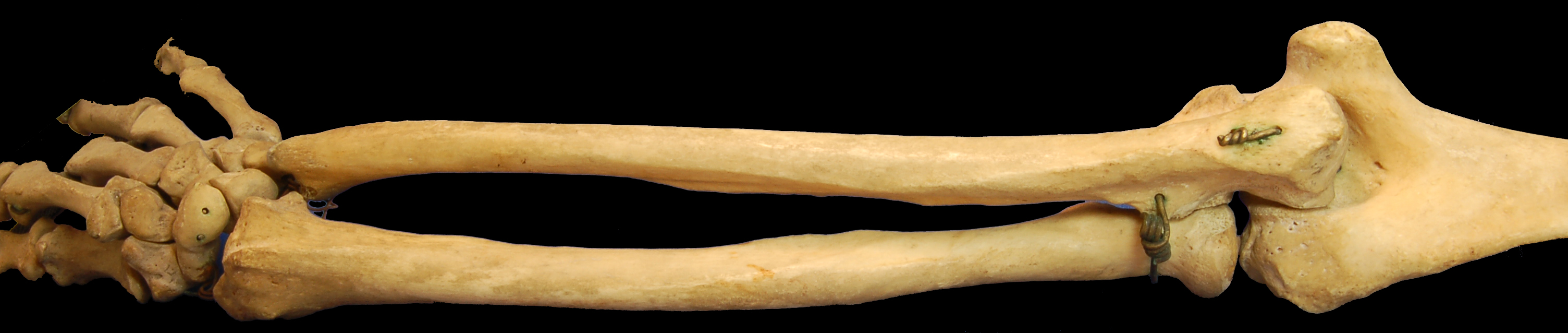
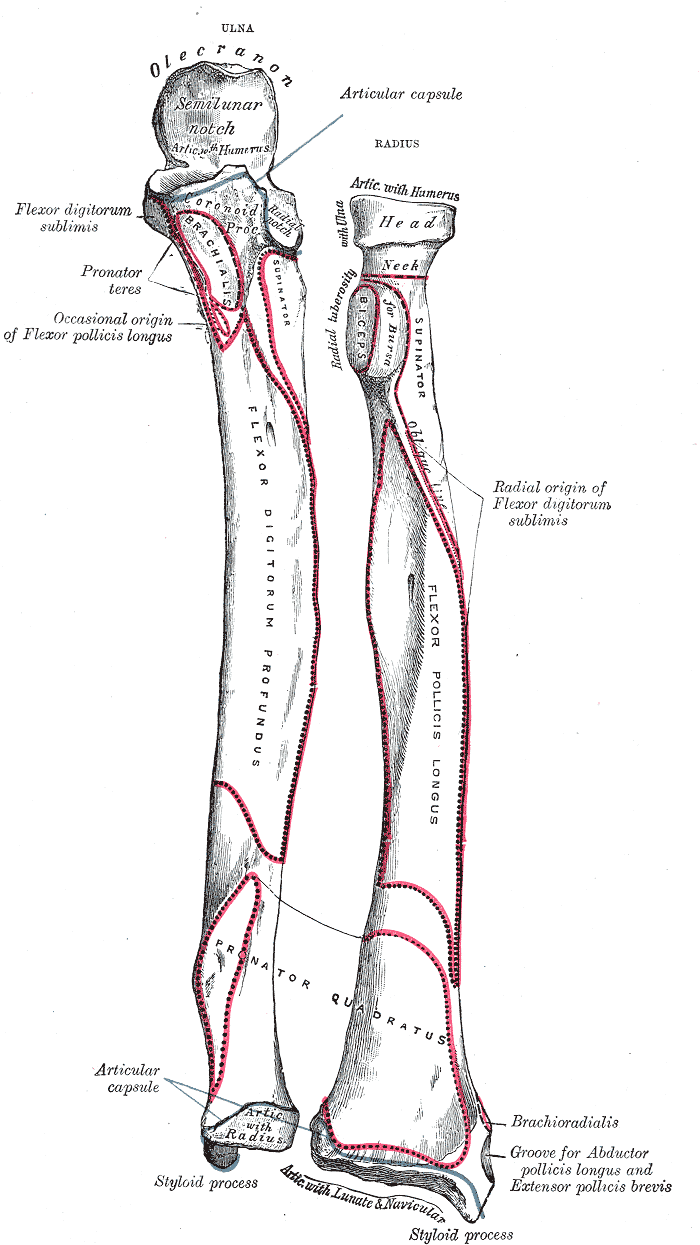
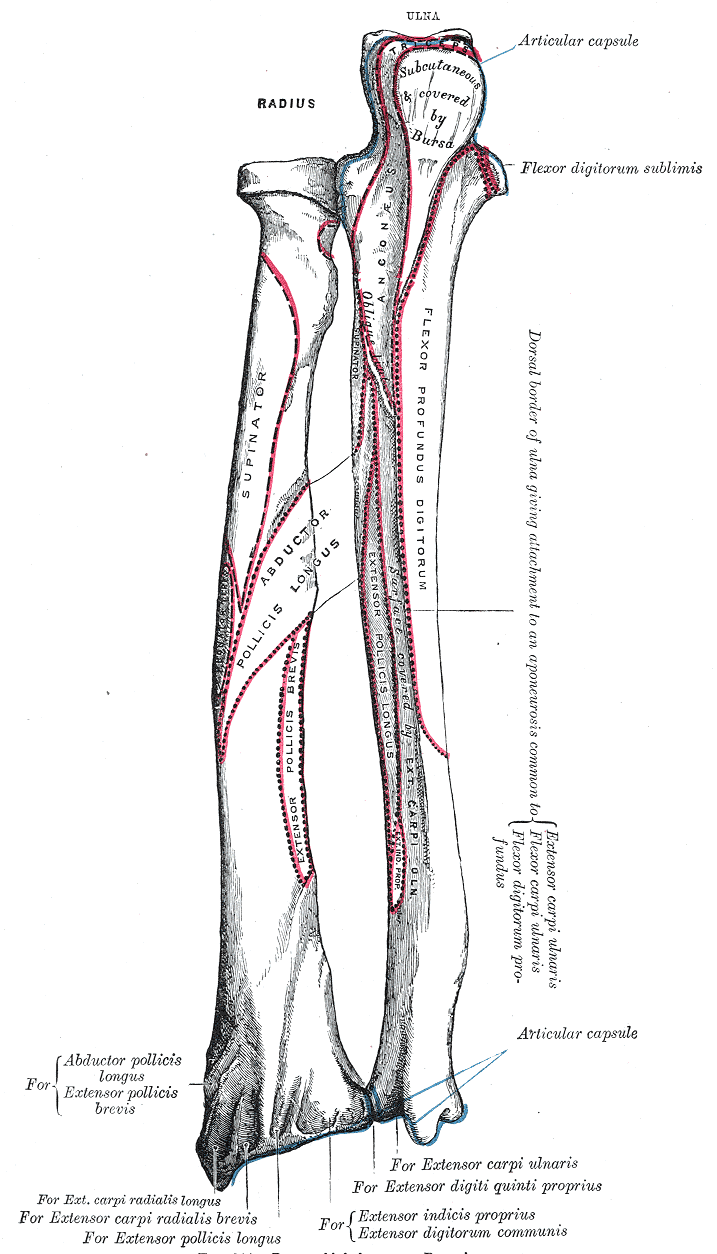
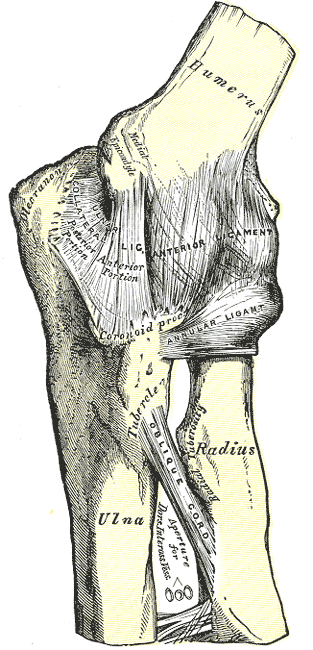
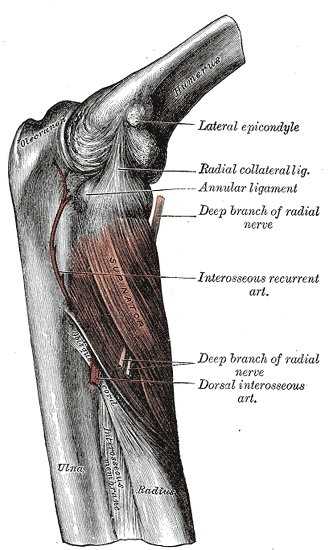
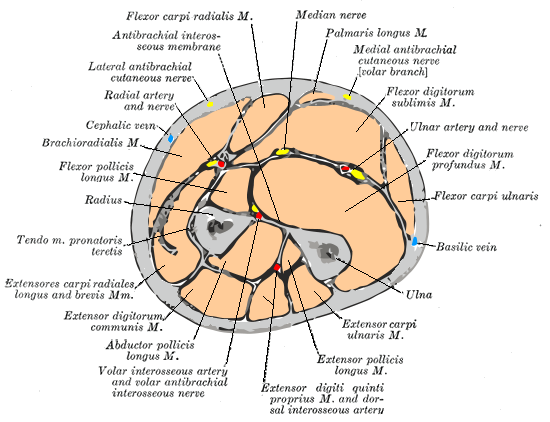
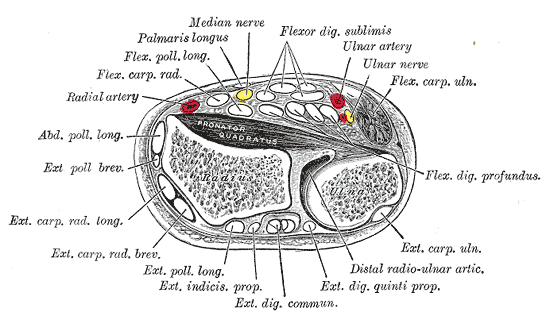